# Jerzy Piątek
Jerzy Piątek (ur. 18 września 1946 w Pińczowie) – polski artysta fotograf. Członek Związku Polskich Artystów Fotografików. Członek Świętokrzyskiego Towarzystwa Fotograficznego w Kielcach. Członek honorowy Towarzystwa Fotograficznego im. Edmunda Osterloffa w Radomsku. Przedstawiciel Kieleckiej Szkoły Krajobrazu.  

## Życiorys
Mieszka i pracuje w Kielcach, od lat związany z Kielecką Szkołą Krajobrazu i Świętokrzyskim Towarzystwem Fotograficznym. Od 1972 roku był członkiem założycielem Fotoklubu „Kontrast”. W 1978 roku został przyjęty w poczet członków Związku Polskich Artystów Fotografików, w latach 1988–1991 pełnił funkcję prezesa Okręgu Świętokrzyskiego ZPAF. Od 1989 roku prowadzi wydawnictwo i drukarnię offsetową – jest autorem, współautorem, wydawcą i współwydawcą licznych albumów i opracowań poświęconych fotografii. Jest autorem i współautorem wielu wystaw fotograficznych, indywidualnych i zbiorowych – w Polsce i za granicą. Jest uczestnikiem wielu warsztatów, plenerów i spotkań fotograficznych.  
Szczególną rolę w twórczości Jerzego Piątka zajmuje fotografia krajoznawcza, krajobrazowa, społeczna oraz fotografia aktu. W 1987 roku został uhonorowany Grand Prix za indywidualny pokaz aktów na poplenerowej (międzynarodowej) wystawie aktu w Rydze (Łotwa). 
Fotografie Jerzego Piątka znajdują się w zbiorach: Francuskiego Muzeum Fotografii – w Bievres, Muzeum Lasu w Gołuchowie, Muzeum Narodowego w Kielcach, Biura Wystaw Artystycznych w Kielcach, Muzeum w Toruniu, Biblioteki Narodowej w Warszawie, Muzeum Sztuki Współczesnej im. A. Puszkina w Moskwie.

## Wybrane publikacje (albumy)
- „Kieleckie Krajobrazy” (Kraków 1983)
- „Sztuka Ziemi Kieleckiej – Fotografia” (Kielce 1997)
- „Mistrzowie Polskiego Pejzażu” (Kielce 2000)
- „Kielecka Szkoła Krajobrazu” (Kielce 2002)
- „Smutek i urok prowincji“ (Kielce 2007)

Źródło